# GDDR7
La GDDR7 SDRAM (Graphics Double Data Rate 7 Synchronous Dynamic Random-Access Memory) est un type de mémoire vive graphique à accès synchrone (SGRAM) spécifié par la norme de mémoires à semi-conducteurs du JEDEC, avec une bande passante élevée, une interface "double data rate", conçue pour être utilisée dans les cartes graphiques, les consoles de jeux et le calcul haute performance. C'est un type de GDDR SDRAM (en) (DDR SDRAM graphique) et elle succède à la GDDR6.

## Historique
- Lors du Samsung Tech Day 2022, Samsung a annoncé la GDDR7 comme le successeur de la GDDR6X, pouvant atteindre jusqu'à 36 GT/s[1]. Samsung a précisé deux mois plus tard qu'elle utiliserait le codage PAM-3 pour obtenir le débit plus élevé[2].
- Le 8 mars 2023, Cadence a annoncé l'outil de vérification pour la production préliminaire de la GDDR7 SDRAM[3].
- Le 30 juin 2023, Micron a annoncé qu'elle sera fabriquée avec son procédé 1ß (équivalent au procédé 12–10 nm) et qu'elle devrait être commercialisée début 2024[4].
- Le 18 juillet 2023, Samsung a annoncé la première génération de GDDR7, qui peut atteindre jusqu'à 32 Gbps par broche (une bande passante par broche 33 % plus élevée que les 24 Gbps par broche des GDDR6 les plus performantes), une bande passante 40 % plus élevée (1,5 TB/s) comparée à la GDDR6 (1,1 TB/s) et 20 % plus efficace en consommation. Pour le matériau d'encapsulage, elle utilisera le epoxy molding compound (EMC) associée à une optimisation de l'architecture du CI, qui réduira la résistance thermique de 70 %[5]. Plus tard, lors d'une session Questions/Réponses, Samsung a précisé qu'elle sera fabriquée avec son procédé D1z (équivalent à 15–14 nm[6]) et fonctionnera à 1,2 V. Une version 1,1 V avec une fréquence d'horloge réduite sera également disponible ultérieurement après la commercialisation de la version 1,2 V[7].

## Technologie
La GDDR7 utilise le codage PAM-3 (Pulse Amplitude Modulation à 3 niveaux) au lieu du NRZ. Le PAM-3 est 25 % plus efficace en énergie que le codage NRZ avec une bande passante plus élevée et a de plus faibles contraintes de circuiterie que le PAM-4, ce qui le rend plus économique. Le PAM-3 transfère 1,5 bits par cycle, contre seulement 1 bit par cycle pour le NRZ. La GDDR7 SDRAM sera également fabriquée avec le procédé 1ß (équivalent au procédé 12–10 nm), qui sera le dernier procédé de fabrication des DRAM utilisant des équipements de lithographie en ultraviolet lointain (DUV).